# Млинівка (притока Білостоку)
Млинівка — річка в Шептицькому районі Львівської області, ліва притока Білого Стоку (басейн Вісли).

## Опис
Довжина 10 км, похил річки — 2,0 м/км. Площа басейну 79,5 км². Формується з багатьох безіменних струмків. 

## Розташування
Бере початок на південь від села Забава. Тече переважно на північний захід. На південний схід від села Зубків впадає в річку Білий Стік, праву притоку Західного Бугу. 
Населені пункти вздовж берегової смуги: Ордів, Бишів, Переспа.